# Гао Сінцзянь
Гао Сінцзянь  (кит. 高行健, піньїнь: Gāo Xíngjiàn) (нар. 4 січня 1940, Ганьчжоу) — китайський і французький прозаїк, романіст, драматург та критик. Лауреат Нобелівської премії з літератури 2000 року за «Твори всесвітнього значення, відмічені гіркотою за стан людини в сучасному світі».

## Біографія
Гао Сінцзянь народився в Ганьчжоу, Цзянсі, Китай. Гао став громадянином Франції у 1997 року. Проживає в Парижі. У 1992 році він був нагороджений орденом мистецтв і літератури від французького уряду.

### Ранні роки в провінціях Цзянсі і Цзянсу
Батько Гао був клерком в банку «Bank of China», а його мати була членом YMCA. Його мати була актрисою у анти-японському театрі під час Другої японо-китайської війни. Під впливом своєї матері, Гао полюбив малювання, писання та театр з малолітства. Під час навчання у середній школі Гао читав багато західної літератури в перекладі, і вивчав малювання ескізів, малювання тушшю, живопис маслом та глиняну скульптуру під керівництвом художника Юня Цзунїна (кит. трад. 鄆宗嬴, спр. 郓宗嬴, піньїнь: Yun Zōngyíng).
У 1950 році його сім'я переїхала в Нанкін, столицю провінції Цзянсу. У 1952 році Гао пішов до середньої школи № 10 у Нанкіні, яка була середньою школою при Нанкінському університеті.

### Роки в Пекіні та провінції Аньхой
У 1957 році Гао закінчив школу, і за порадою своєї матері, вибрав Пекінський університет іноземних мов (BFSU, 北京外国语大学) замість Центральної академії мистецтв (中央美术学院), хоча він вважався талановитим у мистецтві.
У 1962 році Гао закінчив факультет французької мови, BFSU, та став працювати перекладачем у Китайському міжнародному книжковому магазині (中国国际书店). У 1970-х, через офіційну політику «вниз до села», він пішов і залишився в селі і працював на фермах у провінції Аньхой. Короткий час він працював вчителем китайської мови у середній школі у провінції Аньхой. У 1975 році йому було дозволено повернутися в Пекін і стати керівником групи французького перекладу для журналу «Будівництво в Китаї» ("中国建设").
У 1977 році Гао працював у Комітеті зі зовнішніх відносин Китайської асоціації письменників (中国作家协会对外联络委员会). У травні 1979 року він відвідав Париж, разом з іншими китайськими письменниками, у тому числі з Ба Цзінь, і був франко-китайським перекладачем в групі. У 1980 році Гао став сценаристом і драматургом Пекінського народного художнього театру (北京人民艺术剧院).
Гао відомий як піонер абсурдистської драми в Китаї, де п'єси «Сигнал тривоги» ("绝对信号", 1982) та «Автобусна зупинка» ("车站", 1983) були поставлені в період його роботи драматургом в Пекінському народному художньому театру з 1981 по 1987. Бувши під впливом європейської театральної моделі, Гао заробив репутацію авангардистського письменника. Інші його п'єси, «Дика людина» (1985) та «Протилежний беріг» ("彼岸", 1986), відкрито критикували державне правління.
У 1986 році Гао було помилково діагностовано на рак легенів, і він почав 10-місячний похід уздовж Янцзи, результатом якого став роман «Гора духів» («灵山»). Цей твір — частково мемуари, частково роман — був вперше опублікований в Тайвані 1989 року, змішує жанри і розповіді від різних персонажів. Він був наведений шведським Нобелівським комітетом, як «один з цих сингулярних літературних творів, що, здається, неможливо порівняти ні з чим, окрім самих себе». Книга докладно викладає його подорож з провінції Сичуань до узбережжя, і життя серед китайських меншин, таких, як цян, мяо, і ї на околицях цивілізації хань.

### Роки в Європі і в Парижі
У 1987 році Гао переїхав у Баньоле під Парижем. Політичний твір «Втікачі» (1989), який посилається на протести на площі Тяньаньмень у 1989 році, привів до заборони всіх його творів у Китаї.